# Iso-Kankainen
Iso-Kankainen är en sjö i Finland. Den ligger i kommunen Toivakka i landskapet Mellersta Finland, i den södra delen av landet, 230 km norr om huvudstaden Helsingfors. Iso-Kankainen ligger 123,8 meter över havet. I omgivningarna runt Iso-Kankainen växer i huvudsak barrskog. Den är 9,8 meter djup. Arean är 1,07 kvadratkilometer och strandlinjen är 7,5 kilometer lång. Sjön  ingår i Kymmene älvs huvudavrinningsområde. 
Sjön ligger nära sjön Leppänen.